# GS/OS
GS/OS a été le deuxième système d'exploitation développé par Apple pour son ordinateur Apple IIGS. Il proposait un ensemble de services d'accès aux fichiers, de contrôle des périphériques d'entrées/sorties, de chargement et d'exécution des applications, de gestion de la mémoire ainsi que de traitement des signaux et interruptions.
GS/OS a constitué une avancée majeure par rapport à son prédécesseur Prodos 16, le premier système d'exploitation du IIGS. GS/OS incluait un système de FST (File System Translators) qui permettait aux applications d'accéder à des systèmes de fichiers différents de manière totalement transparente, procédé particulièrement innovant pour l'époque. 
GS/OS était habituellement utilisé avec le système de fichiers ProDos (qui était le seul à pouvoir être utilisé pour démarrer le système), mais pouvait donc accéder à des unités de disque HFS, Pascal, DOS 3.3 ou ISO 9660.
Contrairement à ProDos 16, GS/OS était spécifiquement conçu pour le microprocesseur 65C816.